# Тойгомбаев, Джаманкул
Джаманкул Тойгомбаев (кирг. Жаманкул Тойгонбаев; 1912, с. Джол-Колот, Пржевальский уезд, Семиреченская область, Туркестанский край, Российская империя — 22 ноября 1976, Фрунзе, Киргизская ССР, СССР) — советский киргизский хозяйственный, государственный и партийный деятель. Отличник физической культуры (1963).

## Биография
Родился в 1912 году в селе Джол-Колот (ныне — село в составе Ак-Суйского района Иссык-Кульской области Кыргызстана). Член ВКП(б).
С 1930 года — на хозяйственной, общественной и политической работе. В 1930—1976 гг. — колхозник колхоза «Сухой хребет», агротехник Теплоключенской МТС, председатель Кочкорского райисполкома, второй секретарь Кочкорского райкома ВКП(б), пропагандист-инструктор ЦК КП Киргизской ССР, учитель, лектор в Джалал-Абадской области, второй, первый секретарь Базар-Курганского райкома ВКП(б), секретарь Джалал-Абадского обкома ВКП(б), первый секретарь Тянь-Шаньского областного комитета, Ошского областного комитета КП Киргизской ССР, уполномоченный СовМина, начальник управления трудовых резервов, начальник Главного управления профессионально-технического образования (в 1960-е гг.), председатель Государственного комитета по профессионально-техническому образованию при Совете Министров Киргизской ССР.
Избирался депутатом Верховного Совета СССР 3-го и 4-го созывов, Верховного Совета Киргизской ССР 2-8-го созывов.
Умер в 1976 году в Бишкеке.